# Eva Santana i Bigas
Eva Santana i Bigas (Badalona, 1972) és una escriptora, il·lustradora i editora catalana.
Escriptora i il·lustradora de llibres infantils i juvenils. Ha estat coordinadora de l'Ara Kids (2011-2013), suplement infantil del diari Ara, i directora de la revista Súpers! del Club Súper3 (2010-2017). Les seves obres van des de la novel·la juvenil a la d'adults, àlbums il·lustrats, articles, entre d'altres. Alguns dels títols dels seus llibres són: Els maldecaps de l'Emi Pi, Lluny de casa, per fi!, La Mila i en Moll, Fem el pessebre, On ha anat el tió! i Parents, amics i altres calamitats inconfessables. Destaca també la seva col·lecció que té com a protagonista l'Oriol Pelacanyes. El 1995 va guanyar el premi Ciutat de Badalona-Països Catalans Solstici d'Estiu, amb Els maldecaps de l'Emi Pi, publicada a l'editorial Columna.